# Universidade de Glazor

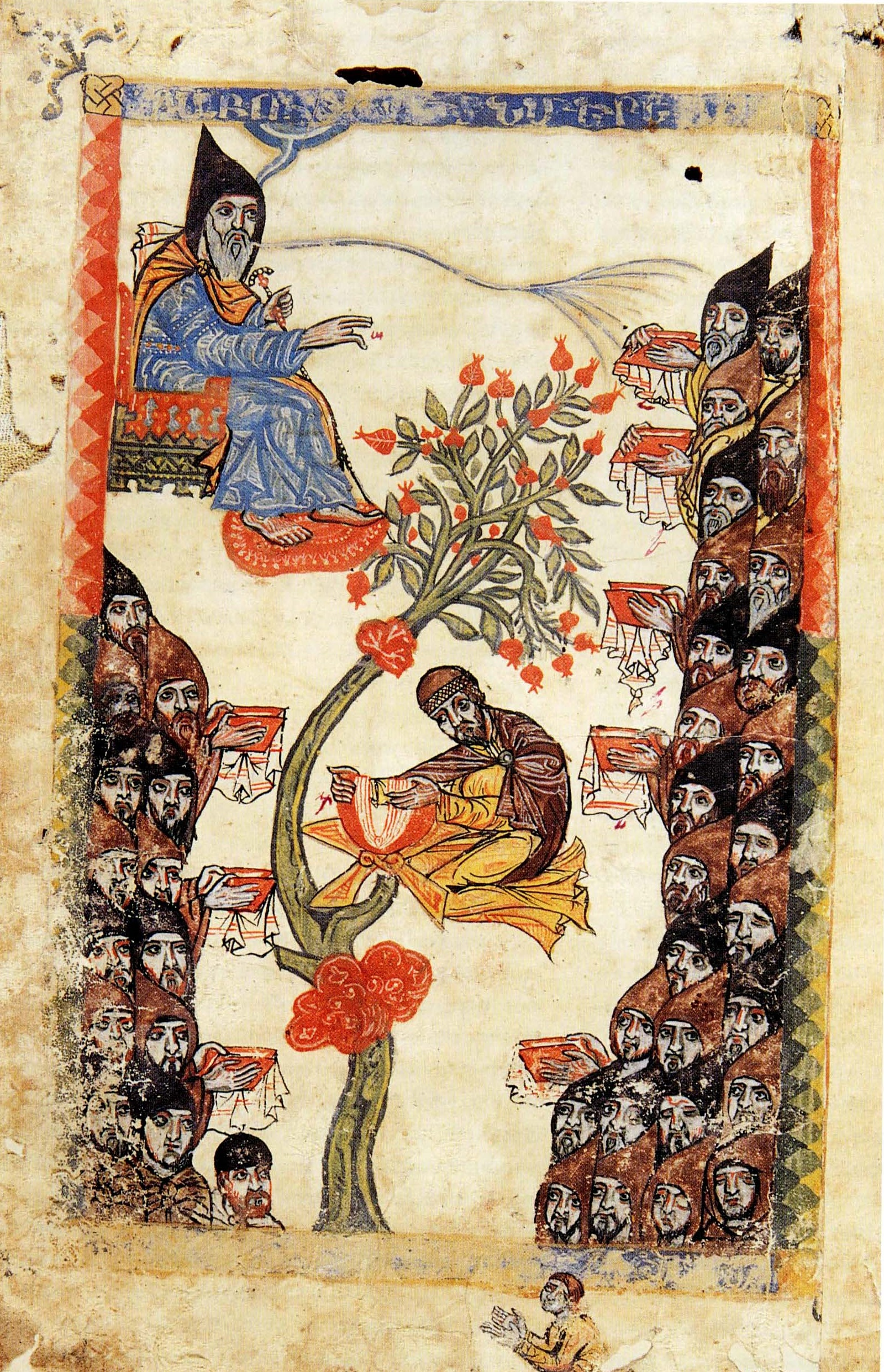
Pintura de Isaías de Ntche ensinando na universidade

A Universidade de Glazor (em armênio: Գլաձորի համալսարան; romaniz.: Gladzori hamalsaran) foi uma universidade armênia medieval. Foi um dos dois "grandes centros de aprendizagem", ao lado da Universidade de Tatev (c. 1340-1425) que eram "essencialmente de uma única tradição". Também foi um grande centro cultural e por 70 anos produziu intelectuais armênios. Foi estabelecido por volta de 1280 por Narses de Muxe e operou até 1340, deixando "uma rica herança intelectual".
Nela, os estudantes estudavam Teologia, Mitologia, Filosofia, Bibliografia, Gramática, Retórica, Lógica, Aritmética, Astronomia, Cronologia e Geometria.
Em 1984, no 700.º aniversário da fundação da universidade, foi estabelecido o Museu para a Preservação Histórico-Cultural da Universidade de Glazor. Alguns de seus ex-alunos foram João de Vorotene, filósofo, professor, religioso e fundador da Universidade de Tatev, Davi de Sasne, teólogo, entre outros.